# Jiří Kopejsko
Jiří Kopejsko (ur. 24 sierpnia 1939, zm. 18 września 2018) – czeski ksiądz katolicki, od 2001 roku 47. wielki mistrz Zakonu Krzyżowców z Czerwoną Gwiazdą. 
Odbył studia politechniczne, a następnie zdecydował się na życie kapłańskie, a następnie zakonne. Święcenia kapłańskie przyjął w 1973 roku. Do nowicjatu Krzyżowców z Czerwoną Gwiazdą został przyjęty w październiku 1990 roku, a wkrótce potem został pierwszym konsultorem zakonu. Jednocześnie był  proboszczem w Chlumie Svaté Máří, jednym z najstarszych  czeskich sanktuariów maryjnych. Sprawował też urząd wikariusza wikariatu sokolowskiego.
Mianowanie Kopejski wielkim mistrzem w 2001 roku miało być powrotem do sytuacji normalnej, w której władze w zakonie sprawuje wielki mistrz (przed jego mianowaniem sprawował ją delegat apostolski František Lobkowicz, biskup ostrawsko-opawski). Okazało się jednak, że sytuacja w zakonie nie jest wystarczająco ustabilizowana. Po wizytacji Watykan w roku 2004 mianował nowego delegata apostolskiego w osobie biskupa Jaroslava Škarvady. Od tej chwili władza Wielkiego Mistrza pozostaje w zawieszeniu, nie został on jednak formalnie odwołany.